# The Slaughter Rule
The Slaughter Rule (zu dt. Die Regel des Gemetzels) ist ein Independent Film, der sich in das Genre des Dramas einordnen lässt. The Slaughter Rule wurde 2002 veröffentlicht und in den Hauptrollen sind Ryan Gosling als High-School Footballspieler Roy Chutney und David Morse als Footballtrainer Gid zu sehen. In dem Film wird Roys Auseinandersetzung mit der eigenen Vorstellung von Männlichkeit und die Beziehung zwischen ihm und seinem Trainer Gid Ferguson thematisiert. Die US-Premiere fand am 11. Januar 2002 auf dem Sundance Festival statt. Dort wurde The Slaughter Rule auch für den Großen Preis der Jury nominiert.

## Handlung
Roy Chutney ist Footballspieler im Team seiner High School und hat kein sonderlich gutes Verhältnis zu seiner Mutter. Obwohl er und sein Vater sich seit Jahren nicht mehr gesehen haben und sich entfremdet haben, ist er nach dessen Tod emotional am Boden zerstört. Kurz darauf wird er auch noch aus dem Footballteam der Blue Springs High-School gestrichen, obwohl dieser Sport sein Lebensinhalt ist. Nun verbringt er seine Freizeit Bier trinkend mit seinem besten Freund Tracy Two Dogs und beginnt eine Romanze mit der Kellnerin Skyla.
Allerdings hat Roys Spielweise während der Zeit im Schulfootballteam Gideon Ferguson beeindruckt und er stellt daraufhin ein sechsköpfiges Footballteam zusammen, welches er trainiert. Gid versucht Roy für das Team zu gewinnen und Roy durch Gids Glauben an ihn bestärkt, tritt schließlich dem Team bei. Durch das Footballspielen in der Mannschaft erlangt Roy sein Selbstvertrauen wieder zurück. Außerdem wird ihm klar, dass der Sport allein seine Fragen über die Zukunft und seine Beziehung zu Skyla nicht klären kann. Zwischen Gid und Roy entwickelt sich eine Freundschaft, die sich an die Grenzen einer Männerfreundschaft bewegt, als er merkt, dass Gid ihn braucht, um den leeren Platz in seinem Leben zu füllen, den jemand Geliebtes hinterlassen hat. Roy fängt an sich zu fragen welche Rolle Gids scheinbare Homosexualität und sein Beitritt ins Team miteinander zu tun haben.

## Kritiken
Das Sportlerdrama The Slaughter Rule bekam überwiegend positive Kritik.
Auf der Website Rotten Tomatoes, die sich mit Rezensionen über Filme beschäftigt, wurde der Film mit 74 % bewertet. Die Publikumsmeinung zeigte aber, dass nur 43 % der Kinozuschauer der Film gefiel. In der Internet Movie Database wurde The Slaughter Rule mit 6,0 von zehn Punkten bewertet. Bei Metascore erreichte der Film 65/100.

„Außer einer gruseligen Romanze zwischen Inside a Skinhead-Star Ryan Gosling und der zänkischen Clea DuVall passiert nicht viel – außer sehr, sehr viel Training. Jeder hat sein Päckchen zu tragen von Gids Schuld am mysteriösen Tod eines Footballspielers bis zu einem Kinopublikum, dass über zwei Stunden vor einem inspirierenden Footballmovie sitzt.“

„Die Darstellung des Roy Chutney durch Ryan Gosling könnte kaum besser sein, denn hier knistert die Stärke eines jungen Tim Roth. Auch David Morse, der schon jahrzehntelang eigenwillige Charaktere spielt, ist gewaltig und auf dem Zenit seiner Karriere.“

„Mit diesem psychologischen Drama um den Teenager Roy haben die Brüder Smith ein beeindruckendes Regiedebüt geschaffen. Alex und Andrew Smith nehmen eine tatsächliche Begebenheit aus ihrer Vergangenheit um zu verdeutlichen was als erstes verloren geht. Eine gute Wahl war auch die karge Landschaft von Montana, die als gefrorener Ort mit verpfuschten Leben übersät präsent ist. Aber die wirkliche Stärke des Films liegt in den hervorragenden Leistungen des erfahrenen Morse und dem Jungschauspieler Gosling.“

„The Slaughter Rule ist ein überreiztes Drama über einen Kleinstadt-Trainer mit einer gequälten Anziehungskraft zu High-School-Jungen. Der Zuschauer sympathisiert mit dem Schmerz des Trainers, was sinnvoll ist. Aber der Film hat auch Angst, ein Urteil zu fällen, was er mehr empfindlich als ehrlich macht. Man muss zugeben, dass Kleinstädte grausam sein können, aber erwachsene Männer sollten ihre Hände von Jungen fernhalten.“

## Hintergrund
Die Dreharbeiten zum Film wurden hauptsächlich im US-Bundesstaat Montana und den dort liegenden Städten Centerville und Great Falls durchgeführt. Die Great Falls High School gehörte ebenfalls zu den Drehorten.
Der Titel des Films ist von der Slaughter Rule, einer Alternative zur besser bekannten Mercy Rule, abgeleitet. Diese Regelung wird zum Beispiel beim Football eingesetzt und sorgt für einen vorzeitigen Abbruch des sportlichen Wettkampfes. Zum Einsatz kommt die Regel, wenn eines der Teams mit einer sehr hohen Punktedifferenz führt und soll die Demütigung der zurückliegenden Mannschaft vermeiden.

## Soundtrack zum Film
Der Soundtrack wurde von Jay Farrar zusammengestellt und beim Label Bloodshot Records veröffentlicht. Auf dem Soundtrack befinden sich folgende Titel:
- Jay Farrar – Open Ground
- Jay Farrar – Gather
- Vic Chesnutt – Rank Stranger
- Jay Farrar – Frost Heaves
- Freakwater – When I Stop Dreaming
- Wylie & the Wild West – Odessa Yodel
- Jay Farrar – Highwood
- Blood Oranges – Gathering Flowers for the Master's Bouquet
- Jay Farrar – Augusta
- Ryan Adams – To Be Young
- Jay Farrar – Buffalo Jump
- Speedy West – West of Samoa
- Jay Farrar – Freight
- Jay Farrar – Dark Early
- Neko Case – Porchlight
- The Flatlanders – Tonight, I Think I'm Gonna Go Downtown
- Jay Farrar – Cold Chimes
- Jay Farrar – Gumption
- Malcolm Holcombe – Killing The Blues
- Jay Farrar – Hangman
- Uncle Tupelo – Blues Eyes
- Jay Farrar – Open Ground (Reprise)
- Pernice Brothers – Will There Be Any Stars in My Crown?

## Auszeichnungen
Independent Spirit Awards 2003
- Nominiert:
  - John Cassavetes Award

Sundance Film Festival 2002
- Nominiert:
  - Grand Jury Prize/Dramatic

Santa Fe Film Festival 2002
- Gewonnen:
  - Milagro Award

Stockholm Film Festival 2002
- Gewonnen:
  - FIPRESCI Prize